# Лимбазький край
Ли́мбазький кра́й (латис. Limbažu novads) — адміністративно-територіальна одиниця Латвійської Республіки. Розташований у північній частині країни, в історичному регіоні Ліфляндія. Адміністративний центр — Лимбажі. Створений 2021 року. Площа — 2440,8 км². Населення — 28 546 осіб (2021). До складу краю входять 5 міст і 14 волостей.

## Історія
Край утворений 1 липня 2021 року шляхом об'єднання Лимбазького, Алойського та Салацгривського країв, після адміністративно-територіальної реформи Латвії 2021 року.

## Адміністративний поділ
- 5 міст - Айнажі, Алоя, Лимбажі, Салацгрива, Стайцеле
- 14 волостей

## Населення
Національний склад краю за результатами перепису населення Латвії 2011 року.
| Національність | К-сть | % |
| -------------- | ----- | - |